# 二肽

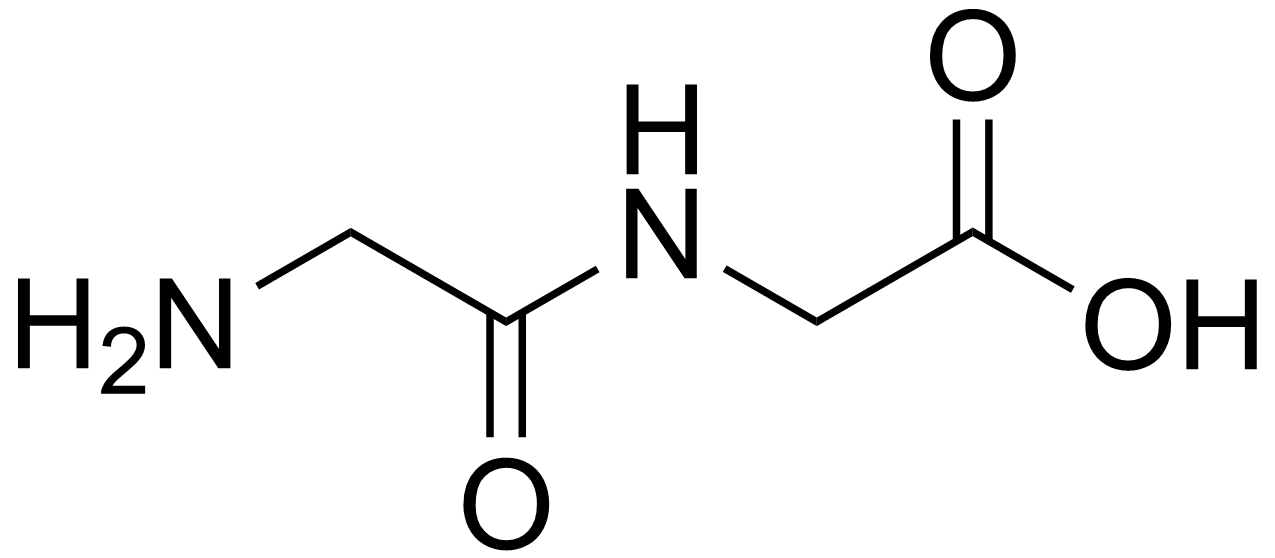
由兩個甘氨酸分子二聚化（肽聚合）產生的同源二聚體雙甘氨肽

二肽（Dipeptide），亦作雙肽或二胜肽，是一種由兩個氨基酸藉由一個肽鍵組成的多肽，利用二肽醯肽酶分解多肽可得到二肽。食物中的蛋白質進入動物的消化系統時會被分解成二肽和氨基酸，再被利用不同的機制分別吸收。二肽也能夠激活胃中的G細胞分泌胃泌素。Bergmann二氫噁唑酮肽合成反应就是用來製備二肽的有機化學反應。 

## 二肽的例子
- 肌肽（Carnosine，β-alanyl-L-histidine）：肌肉和腦部組織中含有大量肌肽。
- 甲肌肽（Anserine，β-alanyl-N-methyl histidine）：在哺乳動物的腦部和骨骼肌被發現。
- Homoanserine（N-(4-Aminobutyryl)-L-histidine）：另一個在哺乳動物的腦部和骨骼肌被發現的二肽。
- 京都酚（Kyotorphin，L-tyrosyl-L-arginine）：一種刺激神經組織的多肽，在大腦中負責痛覺調控。
- 鲸肌肽或蛇肌肽（Balenine，ophidine，β-alanyl-N-τ-methyl histidine）：在某些哺乳類動物的肌肉中被發現(包含人、雞)。
- 阿斯巴甜（Aspartame，N-L-a-aspartyl-L-phenylalanine 1-methyl ester）：一種人工合成的甜味劑。
- Glorin（N- propionyl-γ-L-glutamyl-L-ornithine-δ-lac ethyl ester）：在網柱黏菌属黏菌Polysphondylium violaceum中找到的趋药性二肽。
- Barettin（cyclo-[(6-bromo-8-en-tryptophan)-arginine])：在海綿Geodia barretti中找到的环肽。
- Pseudoproline
- 雙甘肽